# Mikita Mickiewicz
Mikita Pauławicz Mickiewicz, błr. Мікіта Паўлавіч Міцкевіч, ros. Никита Павлович Мицкевич – Nikita Pawłowicz Mickiewicz (ur. 25 listopada 1994 w Mińsku) – białoruski hokeista, reprezentant Białorusi.

## Kariera
- RSOP Raubiczy (2011-2012)
- Junost' Mińsk (2012-2015)
- Junior Mińsk (2013-2014)
- MHK Junost' Mińsk (2012-2015)
- HK Witebsk (2015-2016)
- Junost' Mińsk (2016-2021)
  -  Dynama Mińsk (2016/2017)
  -  HK Dynama Mołodeczno (2016/2017)
- Junior Mińsk (2017/2018)
- Zagłębie Sosnowiec (2021)
- Sokił Kijów (2021-2022)
- HK Homel (2022-)

Wieloletni zawodnik Junosti Mińsk w ekstralidze białoruskiej. W drużynie klubowej grał też w juniorskich rozgrywkach rosyjskich MHL. W sezonie KHL (2016/2017) zagrał siedem spotkań w barwach Dynama Mińsk. W maju 2021 ogłoszono jego transfer do Zagłębia Sosnowiec. Na początku grudnia 2021 odszedł z klubu, a wkrótce potem trafił do ukraińskiego Sokiłu Kijów i grał tam do czasu inwazji Rosji na Ukrainę. W czerwcu 2022 został zakontraktowany w HK Homel.
W barwach Białorusi uczestniczył w turnieju mistrzostw świata juniorów do lat 18 edycji 2012 (Dywizja IB). W sezonie 2016/2017 występował w reprezentacji seniorskiej kraju.

## Sukcesy
Reprezentacyjne
- Awans do Dywizji IA mistrzostw świata do lat 18: 2012

Klubowe
- Srebrny medal mistrzostw Białorusi: 2015, 2018 z Junostią Mińsk
- Złoty medal mistrzostw Białorusi: 2019, 2020, 2021 z Junostią Mińsk
- Puchar Białorusi: 2015, 2019 z Junostią Mińsk
- Puchar Kontynentalny: 2018 z Junostią Mińsk
- Złoty medal mistrzostw Ukrainy: 2022 (uznaniowo) z Sokiłem Kijów